# Galium debile
Galium debile — вид квіткових рослин родини маренових (Rubiaceae).

## Біоморфологічна характеристика
Стебла 30–60 см, ± прямовисні, з 4 чіткими, часто білуватими кутами, гладкі або з кількома гачкуватими волосками. Листя зазвичай у кільцях по 6, 12–18 × 1–1.5 мм, від лінійних до лінійно-ланцетних. Суцвіття багатоквіткові, переривчасто-широко-пірамідальні. Віночок білий або рожевий, 2–3 мм у діаметрі, з ± яйцеподібними, часто ± загостреними частками

## Поширення
Північна Африка, Європа, Туреччина, Кавказ: Албанія, Алжир, Вірменія, Боснія і Герцеговина, Болгарія, Хорватія, Франція, Грузія, Греція, Італія, Ліван, Чорногорія, Марокко, Північна Македонія, Португалія, Сербія, Словенія, Іспанія, Сирія, Туреччина, Велика Британія.